# Poecilodryas
Poecilodryas là một chi chim trong họ Petroicidae.